# Oporuka
Oporuka je razredba posljednje volje kojom ostavitelj raspolaže svojom imovinom za slučaj smrti.

## Tko može sastaviti oporuku?
Oporuku može sastaviti svaka fizička osoba ako je navršila šesnaest godina života i sposobna je za rasuđivanje. Prema tome, ne traži se potpuna poslovna sposobnost. 

Oporučitelj nije sposoban za rasuđivanje ako u trenutku pravljenja oporuke nije u stanju shvatiti značenje svojeg očitovanja i njegove posljedice, ili nije u stanju vladati svojom voljom toliko da postupa u skladu s tim znanjem.

## Razlika između oporuke i kodicila
U našem nasljednom pravu ne postoji razlika. U pravnim sustavima gdje postoji pod oporukom se razumijeva razredba posljednje volje koja sadrži imenovanje nasljednika. Nasuprot tome, kodicil je razredba posljednje volje koja može sadržati sve moguće i dopuštene odredbe, osim imenovanja nasljednika. Budući da spomenuta razlika u našem pravu ne postoji, imenovanje nasljednika nije po Zakonu o nasljeđivanju (u daljnjem tekstu ZN) bitni dio oporuke.

## Karakteristike oporuke
a) jednostrani pravni posao 

Za valjanost oporuke ne treba ničiji pristanak. Očitovanje volje mora biti jasno i određeno i ne smije biti dano u zabludi, niti izazvano silom, prijetnjom ili prijevarom. Daje se riječima. pisanim ili izgovorenim.
b) strogo osobni pravni posao 

Oporučitelj mora oporuku praviti osobno, a ne preko zastupnika, niti opunomoćenika.
c) strogo formalan pravni posao 

Zakon određuje oblike u kojima se oporuka može i mora praviti.
d) opoziv pravni posao 

Za opoziv oporuke je potrebna ista sposobnost kao i za njeno sastavljanje (16 godina i sposobnost rasuđivanja). 

Ostavitelj se ne može odreći prava na opoziv oporuke (ako bi takva klauzula bila navedena u oporuci smatrala bi se kao da nije ni dodana - pro non scripto).
Ako je netko načinio oporuku dok je imao sposobnost pravljenja (testamenti factio activa), pa nakon toga duševno oboli - oporuka je tada neopoziva.

## Vrste
a) Privatna - oporuka koju pravi sam oporučitelj bez prisustva javnih tijela ili tijela koja u danom slučaju zastupaju javna tijela.
Privatna oporuka može biti:
- vlastoručna (holografska) 

- pisana oporuka pred svjedocima (alografska) ili 

- usmena oporuka pred svjedocima.
b) Javna - oporuka sačinjena uz sudjelovanje javnih tijela.
Javnu oporuku su prema ZN-u ovlašteni, na zahtjev oporučitelja sastaviti:
- sudac općinskog suda 

- sudski savjetnik u općinskom sudu 

- javni bilježnik 

- u inozemstvu konzularni, odnosno diplomatsko-konzularni predstavnik RH.
c) Redovita - je oporuka koja se može praviti u svakoj prilici.
Oblik je strog, rok valjanosti neograničen. 

Tu spadaju: privatne pisane oporuke, javna i međunarodna oporuka.
d) Izvanredna - koja se pravi u izvaanrednim okolnostima.
Izvanredne okolnosti mogu biti objektivne (rat, požar, poplava, itd.) ili subjektivne (bolest, velika udaljenost od naseljenih mjesta, itd.). 

Oblik je blaži, rok valjanosti ograničen. 

Tu spada: usmena oporuka pred svjedocima.

## Oblici
Osnovni je oblik, po našem ZN-u, pisana oporuka. 

Redovita oporuka može biti:
a) Vlastoručna (holografska) oporuka 

b) Pisana oporuka pred svjedocima (alografska) oporuka 

c) Javna oporuka 

d) Međunarodna oporuka 

Izvanredna oporuka je: 

e) Usmena oporuka

## Svjedoci oporuke
Svjedoci su potrebni pri sastavljanju pisane oporuke pred svjedocima i javne oporuke.
Svjedoci mogu biti:
- punoljetne i poslovno sposobne osobe
- kod usmene oporuke moraju biti punoljetni, poslovno sposobni, moraju razumjeti jezik kojim govori ostavitelj (ne moraju znati čitati i pisati).

Ne mogu biti svjedoci, niti pak u svojstvu ovlaštene osobe sastavljati oporuku na temelju kazivanja oporučitelja:
- potomci oporučitelja
- posvojčad i njihovi potomci
- predci i posvojitelji
- srodnici u pobočnoj lozi do četvrtog stupnja
- bračni drugovi navedenih osoba
- bračni drug oporučitelja

Svjedok oporuke ne smije imati nikakve koristi iz oporuke niti njegovi srodnici. To isto vrijedi i za svjedoke usmene oporuke.

## Sadržaj oporuke
a) Imenovanje nasljednika 

b) Zamjene (supstitucije) 

c) Zapisi (legati) 

d) Uvjeti, rokovi, nalozi 

e) Osnivanje zaklade 

f) Određivanje izvršitelja oporuke 

## Čuvanje oporuke
Oporučitelj može svoju oporuku čuvati sam ili ju predati na čuvanje nekoj drugoj osobi (fizičkoj ili pravnoj), ako to ova prihvati. 

Po zakonu su dužni i ovlašteni čuvati oporuke one iste osobe koje su ovlaštene i za sastavljanje oporuke (sud, javni bilježnik i konzularno odnosno diplomatsko-konzularno predstavništvo RH). Oni ne mogu odbiti čuvanje, ako ju predaje na čuvanje oporučitelj ili njegov opunomoćenik. 

Na zahtjev oporučitelja ili njegova opunomoćenika dužni su mu vratiti oporuku. Sve navedene osobe dužne su o svakom primitku i vraćanju oporuke obavijestiti Hrvatski upisnik oporuka.
Predaja oporuke sudu na čuvanje nije pretpostavka za njenu valjanost. Isto tako, zahtjev oporučitelja da mu se oporuka vrati ne znači opoziv oporuke.

## Opoziv oporuke
Oporučitelj svoju oporuku može i opozvati (samo onaj koji ju može i načiniti). 

Oporuka se može opozvati u cijelosti ili djelomično. 

Načini opoziva:
- Uništenje isprave
- Izjava o opozivu
- Pravljenje nove oporuke
- Konkludentne radnje

## Proglašenje oporuke
Proglašenje oporuke je sudska radnja u kojoj sud sve oporuke određenog oporučitelja otvori i pročita pred dva punoljetna građana (to mogu biti i nasljednici) i o tome sastavi zapisnik. 

Proglasiti se moraju sve oporuke bez obzira koliko ih ima i bez obzira da li su valjane.

## Tumačenje oporuke
Kod oporuke se tumačenje usmjeruje na utvrđivanje prave volje odnosno namjere oporučitelja. 

Prema ZN-u u slučaju sumnje odnosno dvojbe o oporučiteljevoj namjeri, treba prihvatiti tumačenje koje je povoljnije za oporučnog, a ne zakonskog nasljednika. Također, u dvojbi o oporučiteljevoj namjeri, treba prihvatiti ono što je povoljnije za osobu kojoj je naložena neka obveza.

## Nevaljanost oporuke
Razlozi ništavosti:
a) nesposobnost oporučitelja 

Ne može sastaviti oporuku tko nije navršio 16 godina života ili nije bio sposoban za rasuđivanje. 

Nesposobnost rasuđivanja koja bi nastupila nakon što je oporuka napravljena nije razlog ništavosti oporuke.
b) nemogućnost i nedopustivost sadržaja 

Npr. unošenje u oporuku raspolaganja u korist suca koji je sastavio oporuku, svjedoka, njihovih potomaka, bračnih drugova, itd. 

Taj razlog zahvaća samo pojedine odredbe u oporuci, pa će se u pravilu raditi o djelomičnoj ništavosti.

Razlozi pobojnosti:
a) mane volje kod oporučitelja, tj. ako je prijetnjom ili silom natjeran da sastavi oporuku ili je je sastavio zbog prijevare ili zablude. Ovdje se uvažava i zabluda u motivu. 

Rok za tužbu za poništenje je godina dana od saznanja za razlog pobojnosti, s tim da taj rok ne može početi teći prije proglašenja oporuke. Krajnji (objektivni) rok je deset godina od proglašenja, ali prema osobi koja je prouzročila mane oporučiteljeve volje ili je za njih znala ili morala znati, taj rok je dvadeset godina od proglašenja oporuke.
b) nedostatak propisanog oblika 

Poništenje oporuke se može zahtijevati u roku jedne godine od saznanja za oporuku, s tim da rok ne može početi teći prije proglašenja oporuke. Krajnji rok je deset godina od proglašenja oporuke.
c) raspolaganja suprotna pravu na nužni dio 

Pravo zahtijevati umanjenje oporučnih raspolaganja kojima je povrijeđen nužni dio ima samo nužni nasljednik, u roku od tri godine od proglašenja. Njegov nasljednik nasljeđuje to pravo samo ako je nužni nasljednik postavio zahtjev za nužni dio prije svoje smrti.

## Rekonstrukcija oporuke
Ponekad se događa da se oporuka izgubi, zametne ili bude uništena, a zna se da je oporučitelj pravio oporuku. U takvom slučaju ZN dopušta mogućnost da zainteresirane osobe dokažu pred sudom da je oporuka postojala, da je uništena, slučajem ili radnjom treće osobe, izgubljena, sakrivena ili zametnuta bez oporučiteljeva znanja, da je bila sastavljena u zakonskom obliku, te da je imala određeni sadržaj. 

Ako se sve to dokaže tada će se oporuka rekonstruirati u obliku sudskog zapisnika. 

Za valjanost sporazuma o postojanju oporuke potreban je suglasnost državnog odvjetnika, ako bi, da nema oporuke, ostavina pripala općini odnosno gradu.

## Hrvatski upisnik oporuka
Hrvatski upisnik oporuka je javni upisnik kojeg vodi Hrvatska javnobilježnička komora, no podaci koje sadrži ne mogu se nikome staviti na raspolaganje prije ostaviteljeve smrti, osim oporučitelju ili osobi koju je on za to posebno ovlastio.
U upisniku se evidentiraju podaci o sastavljanju, čuvanju i proglašenju oporuke. Te podatke, na zahtjev oporučitelja, upisniku dostavljaju nadelžni sudovi, javni bilježnici, odvjetnici i osobe koje su napravile oporuku.
Činjenica da oporuka nije evidentirana u Hrvatskom upisniku oporuka, niti da je bilo gdje pohranjena, ne utječe na njezinu valjanost. Isključivo o volji oporučitelja ovisi hoće li njegova oporuka biti unesena u Hrvatski upisnik oporuka.